# Prionops rufiventris
El prionopo ventrirrojo  (Prionops rufiventris) es una especie de ave en la familia Prionopidae. Habita en bosques tropicales del centro de África.

## Descripción
Mide unos 21 cm de largo. Las partes superiores y la garganta del adulto son de un color negro brillante, con partes inferiores rufas-pardas con una franja blanca en el pecho. La parte superior y laterales de la cabeza y mandíbula son de un gris-azulado y tiene una serie de plumas revueltas en su frente. Sus alas son amplias y redondeadas con una franja blanca en las plumas primarias. Su pico, y patas son naranja-rojizo y los ojos son amarillos con un anillo de carne expuesta en su contorno.

## Distribución y hábitat
La especie occidental P. r. rufiventris habita en el sur de Camerún, el centro de Guinea Ecuatorial, el suroeste de la República Centroafricana, el norte y oeste de Gabón, Cabinda y partes de la República del Congo y el noroeste de la República Democrática del Congo. P. r. mentalishabita en el centro  y este de la República Democrática del Congo y el oeste de Uganda y antiguamente en  Ruanda.
La especie por lo general habita en bosques de hasta 1,450 m sobre el nivel del mar. Se la encuentra en bosques primarios y secundarios maduros y en bosques en galería a lo largo del cauce de ríos. Es común en las zonas donde habita y no parece estar amenazada.